# Karstädt (Mecklenburg)
Karstädt település Németországban, Mecklenburg-Elő-Pomeránia tartományban. Lakosainak száma 592 fő (2023. december 31.).

## Népesség
A település népességének változása:
| Lakosok száma | 605  | 609  | 599  | 584  | 592  |
|               | 2017 | 2019 | 2021 | 2022 | 2023 |